# هیلاس
هیلاس (به یونانی: Ὕλας') در اساطیر یونانی، همراه و خدمت گزار هراکلس است.
در اسطوره‌های کلاسیک، هیلاس جوانی مذکر بود که به عنوان همسر و بنده هرکول بود. (روم هرکول). ربودن وی توسط نیمف‌های آب، یک موضوع در هنر باستانی بود، و یک شخص با یک موضوع ادامه دار برای هنر غرب در سنت کلاسیک بوده‌ است.

## شجره نامه

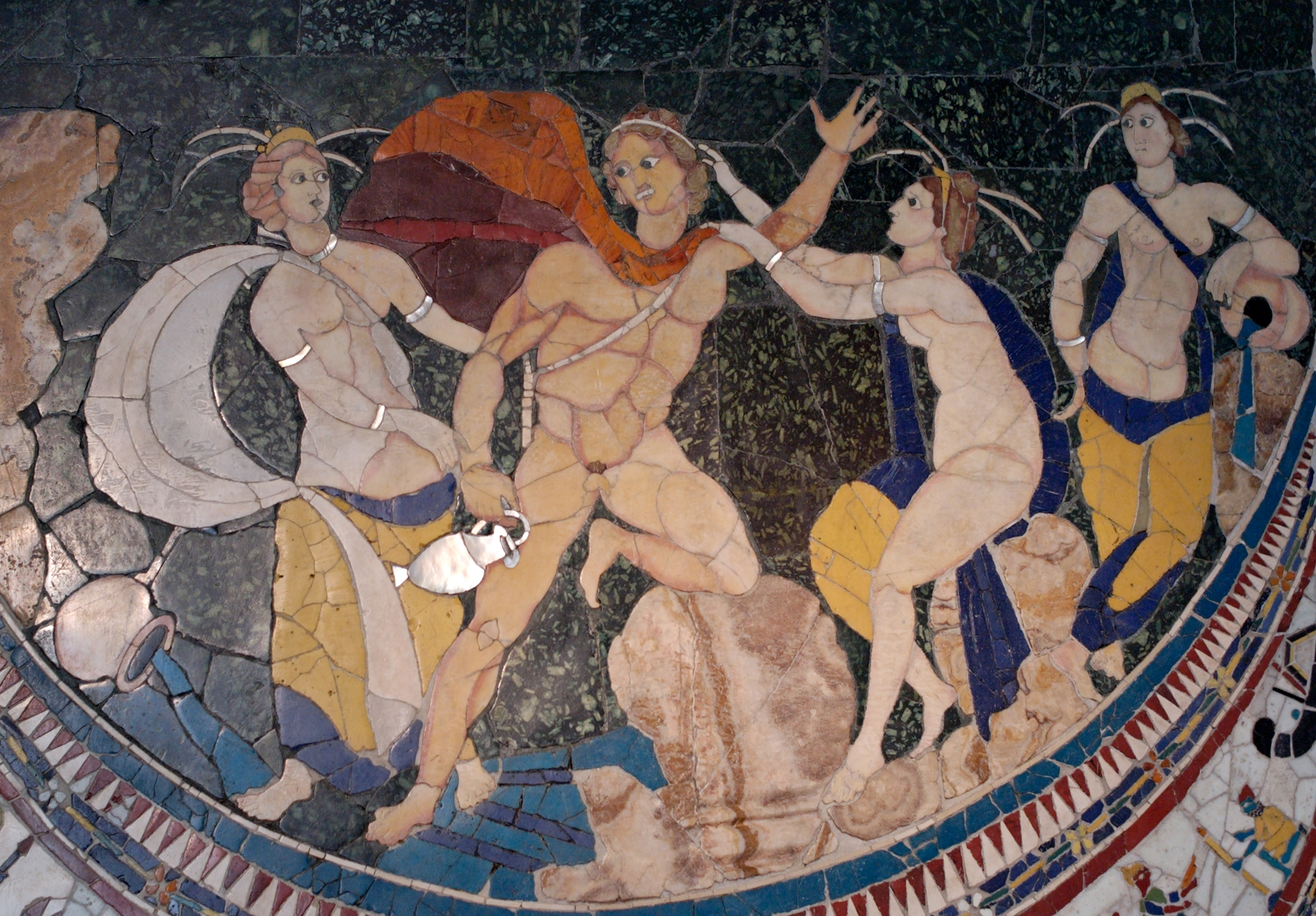
نیمف‌ها به هیلاس تجاوز می‌کنند.

در اسطوره یونانی، هیلاس پسر پادشاه تئوداماس از دروپیان‌ها بود. منابع رومی مانند Ovid، معتقدند که پدر هیلاس، هرکول بوده و مادرش مِلیتی یا مِلیته، یک نیمف بوده‌است (متامورفوس، ۹٫۲۷۹) و یا به عبارتی مادرش همسر توداماس بوده‌ است، که روابط زناکارانه‌اش با هرکول باعث نبرد میان شوهرش و او شد.
پس از آنکه هرکول، تئوداماس را در نبرد نابود کرد، او هیلاس (Hylas) را به عنوان پیشیار (Squire یا جوان اشرافی که به عنوان ملازم و نوچه به شوالیه‌های قرون وسطی خدمت می‌کرد تا اسلحه‌دارش باشد.) در کنار خود آورد و او را به عنوان یک جنگجو آموزش داد. شاعر تئوکریتوس Theocritus (حدود ۳۰۰ قبل از میلاد) دربارهٔ علاقه میان هرکول و هیلاس به این صورت نوشته است: "ما نخستین فانی‌هایی نیستیم که زیبایی را در آنچه که زیباست ببینیم. حتی فرزند آمفیتریون با قلبی از برنز (درجایی سنگدل)، که موفق به شکستن شیر نیمیان وحشی شد، از طرف دیگر پسرک وردستش را دوست داشت (در اینجا قلبی رئوف دارد)، هیلاسِ دوست داشتنی، که موهای فرفری داشت؛ و مثل یک پدر برای این پسر عزیزی کرده، و به او همه چیزهایی که او را یک مرد قدرتمند و معروف می‌ساخت، آموخت.»

## آرگونات‌ها
هرکول، هیلاس را با خود بر آرگو سوار کرد، و او را یکی از اعضای آرگونات‌ها نمود. هیلاس توسط پری چشمه پگای که نامش دریوپا (Dryopa) بود، ربوده شد، که در Mysia عاشق او شده بود و بدون ردیابی (Apollonios Rhodios) ناپدید شدند. این اتفاق هرکول را بسیار ناراحت کرد، بنابراین او همراه با پُلیفِموس (Polyphemus) مدتی طولانی به دنبال هیلاس گشتند. کشتی آرگونات‌ها آن‌ها را جا گذاشته و بدون آن‌ها به راه خود ادامه دادند. بر اساس متون لاتین Argonautica Valerius Flaccus، او هرگز هیلاس را پیدا نکرده بود، زیرا او عاشق نیمف‌ها شده بود و به زندگی با آن‌ها ادامه می‌داد «تا در قدرت و عشق آنها شریک باشد».

## روایت قبلی
در اسطوره یونانی، هیلاس پسر پادشاه تئوداماس از دروپیان‌ها بود. منابع رومی مانند Ovid، معتقدند که پدر هیلاس، هرکول بوده و مادرش مِلیتی یا مِلیته، یک نیمف بوده‌است (متامورفوس، ۹٫۲۷۹) و یا به عبارتی مادرش همسر توداماس بوده‌است، که روابط زناکارانه‌اش با هرکول باعث نبرد میان شوهرش و او شد.
پسر شاه تئوداماس و نیمفی به نام منودیکه بود. هراکلس عاشق پسرک شد، پدرش را کشت و او را ربود و خدمت کار و همراه خود کرد. هراکلس او را به عنوان یکی از آرگونوت‌ها به کشتی آرگو برد. هنگامی که آرگونات‌ها در ساحل میسیا به خشکی نشستند، هیلاس به دنبال پیدا کردن آب برای هراکلس به بیرون رفت. پری چشمه‌ای به نام پگای عاشق او شد و وی را به ته چاه کشید. هراکلس کیوسی‌ها را مأمور یافتن وی کرد. او خود نیز با فریاد زدن نامش سعی کرد هیلاس را پیدا کند، اما بی‌نتیجه بود و صدای هیلاس تنها به شکل یک پژواک خفیف از ته چاه شنیده می‌شد، از این رو برخی می‌گویند که او در واقع خود به پژواک دگردیسی پیدا کرده‌است. در حالی که هراکلس به دنبال فرد مورد علاقه‌اش بود، آرگونات‌ها بادبان‌ها را کشیده و ساحل را ترک کردند و هراکلس و دیگر همراهش پولیفموس را جا گذاشتند. هراکلس تهدید کرد که به کشور میسیا حمله خواهد نمود مگر اینکه آن‌ها هیلاس را زنده یا مرده پیدا کنند. آنان تا قرن‌ها هیلاس را می‌جستند.